# Lincoln City Football Club
Maillots
Actualités
Le Lincoln City Football Club est un club de football anglais fondé en 1884. 
Le club, qui a été établi à Lincoln, évolue depuis la saison 2019-2020 en EFL League One (troisième division anglaise). Lincoln City est l'un des trois clubs de football professionnels jouant à l'intérieur du Lincolnshire. Les clubs de football de la région géographique de Lincoln comprennent Scunthorpe United et Grimsby Town qui sont rivaux de Lincoln City.

## Repères historiques
- Fondé en 1884, le club adopte un statut professionnel en 1892 et rejoint la League en 1892 (Division 2).
- Le club termine 23e de League Two (quatrième division anglaise), fin 2011, et redescend en Conférence National (cinquième division anglaise).
- Lors de l'édition 2016-2017 de la FA Cup le club élimine successivement Ipswich Town, Brighton & Hove Albion et Burnley pour accéder aux quarts de finale de la compétition. Battu par Arsenal (0-5), le club est cependant le  premier "non-league" club à atteindre ce niveau depuis 1914.
- En 2019, le club est promu en EFL League One (troisième division anglaise).

## Palmarès
- Championnat d'Angleterre de D3-Nord : 
  - Champion : 1932, 1948, 1952
  - Vice-Champion : 1928, 1931, 1937

- Championnat d'Angleterre de D4 : 
  - Champion : 1976 et 2019
  - Vice-champion : 1981

- Conference / National League (D5) : 
  - Champion : 1988, 2017

- EFL Trophy
  - Vainqueur : 2018

## Entraîneurs
- 1993-1994 :  /  Keith Alexander
- 2002-2006 :  /  Keith Alexander